# احمد حران
احمد حران (انگلیسی: Ahmed Harrane؛ زادهٔ ۸ ژوئن ۱۹۸۵) بازیکن فوتبال اهل تونس است.
از باشگاه‌هایی که در آن بازی کرده‌است می‌توان به باشگاه ورزشی النصر کویت اشاره کرد.
وی همچنین در تیم ملی فوتبال تونس بازی کرده‌است.